# Chasselas de Băneasa
Chasselas de Băneasa este un soi românesc de struguri albi obținut de către cercetătorul Vasile Dvornic de la Institutul Agronomic Nicolae Bălcescu București, actuala Universitate de Științe Agronomice și Medicină Veterinară București prin polenizarea liberă a soiului Chasselas doré. Este un soi de masă cu maturare mijlocie care a fost omologat în anul 1978.

## Caracteristici morfologice
Frunza adultă este de mărime mijlocie, cu 3-5 lobi, glabră. Sinusurile laterale superioare sunt închise cu lumenul ovoidal, iar cele cele inferioare au formă de U. Sinusul pețiolar semiînchis, elipsoidal. Strugurele este cilindro-conic, lax, aripat. Bobul este sferic sau ușor ovoidal, galben-verzui cu nuanță albicioasă. Miezul este semizemos.

## Particularități agrobiologice
Soi de epoca a III-a, de vigoare mijlocie, mai sensibil la ger decât soiul din care provine (Chasselas doré) și prezintă o bună rezistență la boli. Are o fertilitate bună, manifestată prin formarea a 75% lăstari fertili, cu 1,1 coeficientul de fertilitate relativ și 1,6 coeficientul de fertilitate absolut. Boabele sunt mai mari comparativ cu soiul Chasselas doré, dar au gustul mai puțin armonios, neajungând practic la performanțele genitorului.

## Particularități agrotehnice
Se recomandă a fi condus pe semitulpină, tipul de tăiere Guyot pe semitulpină, cu o încărcătură de 12-16 ochi/m2 , repartizată pe coarde de 12-14 ochi. Producția marfă obținută este de 87%. 
Calități și defecte: Soiul Chasselas de Băneasa prezintă boabe mai mari decât cele ale soiului Chasselas doré, dar cu calități gustative inferioare acestuia.